# Вулиця Дружби (Київ)
Ву́лиця Дру́жби — вулиця в Дарницькому районі міста Києва, селище Бортничі. Пролягає від вулиці Євгенія Харченка до Заплавної вулиці. 
Прилучаються провулки Дружби 3-й, Дружби 2-й, Прополісний, Дружби 1-й, вулиця Йоганна Вольфганга Ґете, провулки Бортницький 1-й і Бортницький 2-й.